# Floris Goesinnen
Floris Goesinnen (Opperdoes, 30 de octubre de 1983) es un ciclista neerlandés que fue profesional desde 2004 hasta 2014.

## Palmarés
2007
- Premio Nacional de Clausura

2008
- 1 etapa del Tour de l'Ain

2011
- 1 etapa del Tour de Taiwán

2012
- 1 etapa de la Flèche du Sud